# Kevin Billington
Pour les articles homonymes, voir Billington.
Kevin Billington, né le 12 juin 1934 et mort le 13 décembre 2021, est un réalisateur britannique.

## Biographie
Il étudie à la Bryanston School puis au Queens' College de Cambridge et commence sa carrière en 1959-1960 à la BBC à Leeds comme producteur radio avant de travailler pour la télévision de Manchester (1960-1961). Il réalise ensuite, jusqu'en 1967, pour la BBC le début de soirée du programme Tonight ainsi que des documentaires pour Associated Television (en).
En 1970 il se fait connaître avec la réalisation du film The Rise and Rise of Michael Rimmer (en) et produit plusieurs pièces de théâtre d'Harold Pinter, époux de la sœur de sa femme Rachel.
Il s'est marié à Rachel Pakenham en 1967. Le couple a quatre enfants.

## Filmographie
- 1963 : Whicker; Down Mexico Way (documentaire TV)
- 1964 : Mary McCarthy's Paris (documentaire TV)
- 1966 : A Few Castles in Spain (documentaire TV)
- 1966 : Matador (documentaire TV)[5]
- 1968 : Interlude (film)
- 1970 : The Rise and Rise of Michael Rimmer (en) (film)
- 1971 : The Light at the Edge of the World (film)
- 1973 : And No One Could Save Her (en) (téléfilm)
- 1974 : Voices (film)
- 1979 : Henry VIII (téléfilm, BBC)
- 1981 : The Good Soldier (téléfilm)
- 1981 : The Jail Diary of Albie Sachs (téléfilm)
- 1982 : Outside Edge (en) (téléfilm)
- 1984 : Reflections (film)
- 1986 : The Deliberate Death of a Polish Priest (téléfilm)
- 1992 : A Time to Dance (mini-série)